# Aeroportul Puka-Puka
Aeroportul Puka-Puka (IATA: PKP, ICAO: NTGP) este un aeroport din Polinezia Franceză, Franța ce deservește zona Puka Puka⁠(d). Aeroportul a fost tranzitat în 2022 de 1.477 de pasageri.
Situat la o altitudine de 2 m, aeroportul dispune de 1 pistă.

## Infrastructură

### Piste
Aeroportul dispune de o singură pistă. Pista are orientarea 10/28. 